# Emma Willard
Emma Willard, född 1787, död 1870, var en amerikansk skolledare.
Hon grundade år 1821 Troy Female Seminary i Troy, New York, som senare blev Emma Willard School. Det var inte USA:s första skola för flickor, men kan sägas ha varit USA:s första sekundärskola för kvinnor, och har kallats startpunkten för den högre utbildningen för kvinnor i USA.  
Nedslagskratern Willard på planeten Venus är uppkallad efter henne.